# Hormazd IV
Hormazd IV, född 540, död 590, var en persisk kung av den sassanidiska ätten. Han regerade mellan 579 och 590.